# Завьялова, Татьяна Викторовна
Татьяна Викторовна Завьялова (род. 12 июня 1974, Магадан) — российская топ-модель, телеведущая.

## Биография
Родилась 12 июня 1974 года в Магадане в семье военнослужащего. Когда ей было 6 месяцев, её семья переехала в город Никополь, потом были Луцк, Караганда, Алма-Ата, Москва. В 19 лет приняла участие в конкурсе «The Look of the Year» и выиграла национальный этап. Это давало ей право отправиться на международный финал, который проходил в Майами, на мировом конкурсе она стала третьей. Стала одной из моделей агентства «Elite» и переехала в Нью-Йорк.
В 1993 году заключила двухлетний контракт с агентством «Elite» на сумму 50 тысяч долларов, который отработала всего за три месяца. В 1995 году вошла в особую категорию звезд агентства «Elite» — наравне с Линдой Евангелистой и Синди Кроуфорд. В том же году впервые попала на обложку «Vogue». В 1997 снялась для календаря «Pirelli». Для съемок была приглашена вместе с двумя другими манекенщицами из России — Ириной Пантаевой и Кристиной Семеновской. Втроем они представляли месяц сентябрь. Появлялась на обложках известных журналов мод в разных странах, включая «Vogue», «Harper’s Bazaar», «Marie Claire», «ELLE», «L`Officiel», «Esquire», «Cosmopolitan».
Работала на подиуме для «Yives Saint Laurent», «Vivien Westwood», «Emanuel Ungaro», «Christian Lacroix», «Kenzo», «Lanvin» и многих других. Была лицом рекламных кампаний «Cacharel», «Christian Dior», «Lolita Lempicka», «Georges Rech», «Diesel», «Wolford», «Victoria’s Secret» и других марок. Работала с фотографами Стивеном Мейзелом, Ричардом Аведоном, Эллен фон Унверт, стилистом Фабьеном Бароном и другими. С 1997 по 2000 год принимала участие практически во всех показах английского дизайнера Вивьен Вествуд.
В 2000 году вернулась в Москву, вышла замуж, родила троих детей. В 2010 году стала ведущей программы «Кругосветка с Татьяной Завьяловой» на телеканале «ЗВЕЗДА»

## Семья
Три дочери: Любовь, Надежда, София.
Мать, Завьялова Татьяна Владимировна — советник министра обороны России по взаимодействию с государственными структурами и общественными организациями (2010—2017). В этой должности курировала ведомственные СМИ министерства: Телеканал «ЗВЕЗДА», газета «Красная звезда», около двух десятков газет и журналов, а также агентство «Военинформ», редакционно-издательский центр минобороны, а также Центральную телевизионную и радиовещательную студию. Имеет классный чин Действительный государственный советник Российской Федерации 3 класса. С 2017 года старший вице-президент, директор департамента маркетинга и коммуникаций Сбербанка.